# Calandula
Calandula – miasto w Angoli, w prowincji Malanje.